# Аниний Максим
Аниний Максим (лат. Aninius Maximus) — римский политический деятель и сенатор конца III века.

## Биография
Об этом человеке ничего неизвестно, кроме фиксации его консулом-суффектом в 289 году.
В том году было назначено ещё пять суффектов: Марк Умбрий Прим, Тит Флавий Коэлиан, Цейоний Прокул, Гельвий Клемент, Флавий Децим.